# Grzegorz Bujak
Grzegorz Tomasz Bujak (ur. 25 maja 1965 w Kielcach) – polski ksiądz katolicki, historyk, archiwista, doktor habilitowany, nauczyciel akademicki, związany z Katolickim Uniwersytetem Lubelskim.

## Życiorys
Święcenia kapłańskie przyjął 9 czerwca 1990. Doktorat w 1999 (Organizacja terytorialna i zarządzanie w diecezji kieleckiej w II Rzeczypospolitej; promotor: Stanisław Olczak) i habilitacja w 2011 na Katolickim Uniwersytecie Lubelskim. Kierownik Katedry Historii Ustroju i Administracji Polski w Instytucie Historii Katolickiego Uniwersytetu Lubelskiego Jana Pawła II. Zajmuje się: synodami Kościoła katolickiego i życiem społeczno-religijnym w okresie II RP oraz archiwistyką.
Jest księdzem Diecezji kieleckiej.

## Wybrane publikacje
- (redakcja) Archiva temporum testes : źródła historyczne jako podstawa pracy badacza dziejów: księga pamiątkowa ofiarowana Stanisławowi Olczakowi, red. Grzegorz Bujak, Tomasz Nowicki, Piotr Siwicki, Lublin: Towarzystwo Naukowe Katolickiego Uniwersytetu Lubelskiego Jana Pawła II 2008.
- Parafie w diecezji kieleckiej i ich obsada w okresie międzywojennym (1918-1939), Kielce 2009.
- Synody diecezjalne Kościoła katolickiego w Polsce w latach 1922-1931: organizacja i problematyka uchwał, Kielce: Wydawnictwo Jedność 2010.
- (redakcja) Biografie nauczycieli i pedagogów: idee i programy, red. Ryszard Skrzyniarz, Grzegorz Bujak, Katarzyna Kołtuniewicz, Lublin: Wydawnictwo Episteme 2013.